# جنت‌آباد (منوجان)
جنت‌آباد، روستایی در دهستان قلعه بخش مرکزی شهرستان منوجان در استان کرمان ایران است.

## جمعیت
بر پایه سرشماری عمومی نفوس و مسکن در سال ۱۳۹۵، جمعیت این روستا برابر با ۲۲۶ نفر (۶۵ خانوار) بوده‌است.